# Tetramorium pnyxis
Tetramorium pnyxis är en myrart som beskrevs av Bolton 1976. Tetramorium pnyxis ingår i släktet Tetramorium och familjen myror. Inga underarter finns listade i Catalogue of Life.